# David Addison Reese
David Addison Reese (* 3. März 1794 in Charlotte, North Carolina; † 16. Dezember 1871 in Auburn, Alabama) war ein US-amerikanischer Politiker. Zwischen 1853 und 1855 vertrat er den Bundesstaat Georgia im US-Repräsentantenhaus.

## Werdegang
David Reese besuchte die öffentlichen Schulen seiner Heimat. Zeitweise erhielt er auch Privatunterricht. Nach einem anschließenden Medizinstudium am Jefferson Medical College in Philadelphia und seiner Zulassung als Arzt begann er in Elberton in seinem neuen Beruf zu arbeiten. Später verlegte er seine Praxis und seinen Wohnsitz nach Monticello. Gleichzeitig schlug er eine politische Laufbahn ein.
Zwischen 1829 und 1836 war Reese mehrfach Mitglied des Senats von Georgia. Damals schloss er sich der Whig Party an. 25 Jahre lang war er Kurator der University of Georgia in Athens. Bei den Kongresswahlen des Jahres 1852 wurde Reese im siebten Wahlbezirk von Georgia in das US-Repräsentantenhaus in Washington, D.C. gewählt, wo er am 4. März 1853 die Nachfolge von Alexander H. Stephens antrat. Bis zum 3. März 1855 absolvierte er eine Legislaturperiode im Kongress. Diese war von den Spannungen im Vorfeld des Bürgerkrieges geprägt.
Nach seinem Ausscheiden aus dem US-Repräsentantenhaus zog David Reese nach Auburn in Alabama, wo er wieder als Arzt praktizierte. Dort ist er am 16. Dezember 1871 auch verstorben.